# Gauel
Gauel ist ein Ortsteil der Gemeinde Rosche im niedersächsischen Landkreis Uelzen.

## Geografie und Verkehrsanbindung
Gauel liegt nordöstlich des Kernortes Rosche an der Kreisstraße K 30. Unweit südlich des Ortes verläuft die B 493 und nördlich die B 191.